# Pachnobia roosta
Pachnobia roosta là một loài bướm đêm trong họ Noctuidae.